# 16 (telenovela)
16  (título original: Dieciséis) es una telenovela chilena de género drama adolescente. Se estrenó por Televisión Nacional de Chile el 9 de junio de 2003, y concluyó el 22 de octubre de 2003. 
Escrita por Marcelo Leonart y Nona Fernández en colaboración con Hugo Morales y Ximena Carrera, con la asesoría de contenidos de Jorge Marchant Lazcano, producida por Daniela Demicheli, dirigida por Víctor Huerta, bajo la producción ejecutiva de Pablo Ávila Guerrero.
Protagonizada por Francisca Lewin y Cristián Arriagada.
A lo largo de toda la telenovela, se hablaron temas como el bullying, la bulimia y las drogas en un colegio secundario de alta excelencia.  Debido al éxito de audiencia, se estrenó una segunda temporada tipo spin-off llamada 17, dando continuidad con la historia principal.

## Argumento
Tras las intensas vacaciones de verano, un nuevo año escolar comienza en el colegio Antumapu. Es el momento del reencuentro entre los compañeros, los profesores y la vida escolar. También es el momento de conocer a los alumnos y docentes recién llegados.
Magdalena Arias (Francisca Lewin), la hija del director del colegio, se siente sola, pero está feliz de que su prima Matilde (Fernanda Urrejola), junto a sus inseparables amigas Alejandra (Luz Valdivieso) y Canela (Isabel Ruiz), luego de la quiebra de su antiguo y liberal colegio, llegue a ser su compañera de curso. Ellas se hacen llamar las "brujas". También conocen a nuevas compañeras que son Fabiana (Antonella Orsini), Estrella (Francisca Tapia) y Ariela (Paola Giannini).
Lo que ninguna de ellas espera es que este año Manuel Arias (Willy Semler), el estricto director del colegio y padre de Magdalena, ha establecido una serie de nuevas reglas para evitar lo que él considera como conductas indecorosas: dividir los patios y comedores según el sexo de los alumnos.
Magdalena y sus amigas encabezarán la lucha contra las medidas de director, las que consideran arbitrarias y que vulneran sus espacios de libertad. Pero este no será el único conflicto que enfrentará. A pesar de estar de novia con Joaquín (Cristián Riquelme), el presidente del centro de alumnos y estrecho colaborador de la dirección, se enamora de Nacho (Cristián Arriagada), un joven becado e hijo del auxiliar del colegio. Esto le acarrea problemas a Magdalena con su padre, quien se opone a esta relación. Pero el amor de la joven no sabe de diferencias sociales ni de límites.
Pero la vida del Antumapu contempla otras historias, donde hay cabida para el amor, los celos, el compañerismo, la rebeldía juvenil y las relaciones familiares.

## Reparto

### Principales
- Cristián Arriagada como Ignacio Vargas
- Francisca Lewin como Magdalena Arias[4]
- Cristián Riquelme como Joaquín Ortúzar[5]
- Willy Semler como Manuel Arias
- Consuelo Holzapfel como Sofía Arias
- Alejandra Fosalba como Bárbara Torrent
- Juan Falcón como Román Espoz
- Fernanda Urrejola como Matilde Arias[6]
- Juan José Gurruchaga como Darío Carmona[7]
- Paola Giannini como Ariela Ortúzar
- Mauricio Inzunza como Álvaro Munizaga[8]
- Luz Valdivieso como Alejandra Moretti
- Matías Oviedo como Pablo Arias[9]
- Patricio Achurra como Demetrio Alquinta
- Lorene Prieto como Ester Costa
- Hugo Medina como Ambrosio Vargas
- Isabel Ruiz como Canela Talavera[10]
- Antonella Orsini como Fabiana Tamayo
- Francisca Tapia como Estrella Toro[11]
- Mario Gatica como Elías Santelices
- Liliana García como Oriana Fernández
- Patricio Strahovsky como Jaime Ortúzar
- Loreto Valenzuela como Mariana Del Canto
- Maité Fernández como Azucena Mora

## Producción
El proyecto, presentado en octubre de 2002 al directorio de Televisión Nacional de Chile, fue aprobado para la parrilla programática de 2003. El argumento del proyecto fue asesorado por Jorge Marchant. La infraestructura del colegio Patrocinio de San José en Providencia se utilizó como escenario del Colegio Antumapu.

## Fenómeno
Fue la primera telenovela chilena pensada para un horario vespertino como el de las cinco y media de la tarde. Su éxito arrollador -obtuvo más índice de audiencia que las telenovelas estelares de TVN en esa temporada, Puertas adentro y Pecadores- impulsó a su repetición casi inmediata en el verano de 2004 y a una segunda parte, llamada 17, que se transmitió en el verano de 2005; además del interés de TVN por explorar nuevos horarios para las telenovelas, como el nocturno, a partir de 2004. La telenovela se caracterizó por mostrar enfermedades típicas de la adolescencia, como es la bulimia, representada por Paola Giannini.

## Banda sonora
1. Jorge del Campo Álvarez - Divididos (Tema Central)
2. EM 3,14 - Al despertar (Tema de Nacho y Magdalena)
3. Marina Club - Keep on dancing (Tema de Pablo y Fabiana)
4. NTVG - No necesito nada (Tema de Darío y Matilde)
5. Miguel Bosé - Morena Mía (Tema de Manuel y Barbara)
6. Jarabe de Palo - Bonito (Tema de Darío)
7. Gonzalo Yáñez - Algún Día (Tema de Magdalena y Joaquín)
8. Daniela Castillo - Creo en ti
9. Fito Páez - El Amor Después Del Amor (Tema de Román y Ester)
10. Supernova - Herida (Tema de Alejandra)
11. Yahir - Alucinado (Tema de Álvaro y Canela)
12. Clan Rojo - Todo anda bien (Tema de Estrella)
13. Mai - Dónde estoy ?
14. Canal Magdalena - Tu siempre tu
15. Lucybell- Ten Paz
16. Delisse- Un Rincón Escondico
17. Lucybell - Amanece (Tema de Magdalena y Joaquín)
18. Gabriel Yared - The Unfelling Kiss
19. Sixpence None The Richer - Tension is A Passing Note
20. Jarabe De Palo - Ying Yang
21. Santo Barrio - Jaguar
22. Linkin Park - Breaking The Habit
23. Linkin Park - Somewhere I Belong
24. Linkin Park - Session
25. Linkin Park - Don't Stay
26. Daft Punk - Crescendolls
27. Deftones - Minerva
28. Gorillaz - Clint Eastwood
29. Red Hot Chili Peppers - The Zephyr Song
30. Linkin Park - Hit the floor
31. The Chemical Brothers - Star Guitar
32. Nicole - Vida
33. Red Hot Chili Peppers - Cabron
34. Lucybell - Triángulo
35. Lucybell - Mi Corazón
36. Gonzalo Yañez - Fanática de mí
37. Saiko - Azar
38. Miguel Bosé - Gulliver